# Luis Delís
Luis Delís, född den 6 december 1957 i Guantánamo, Kuba, är en kubansk friidrottare inom diskuskastning.
Han tog OS-brons i diskuskastning vid friidrottstävlingarna 1980 i Moskva. 